# Bota de Oro 2002-03

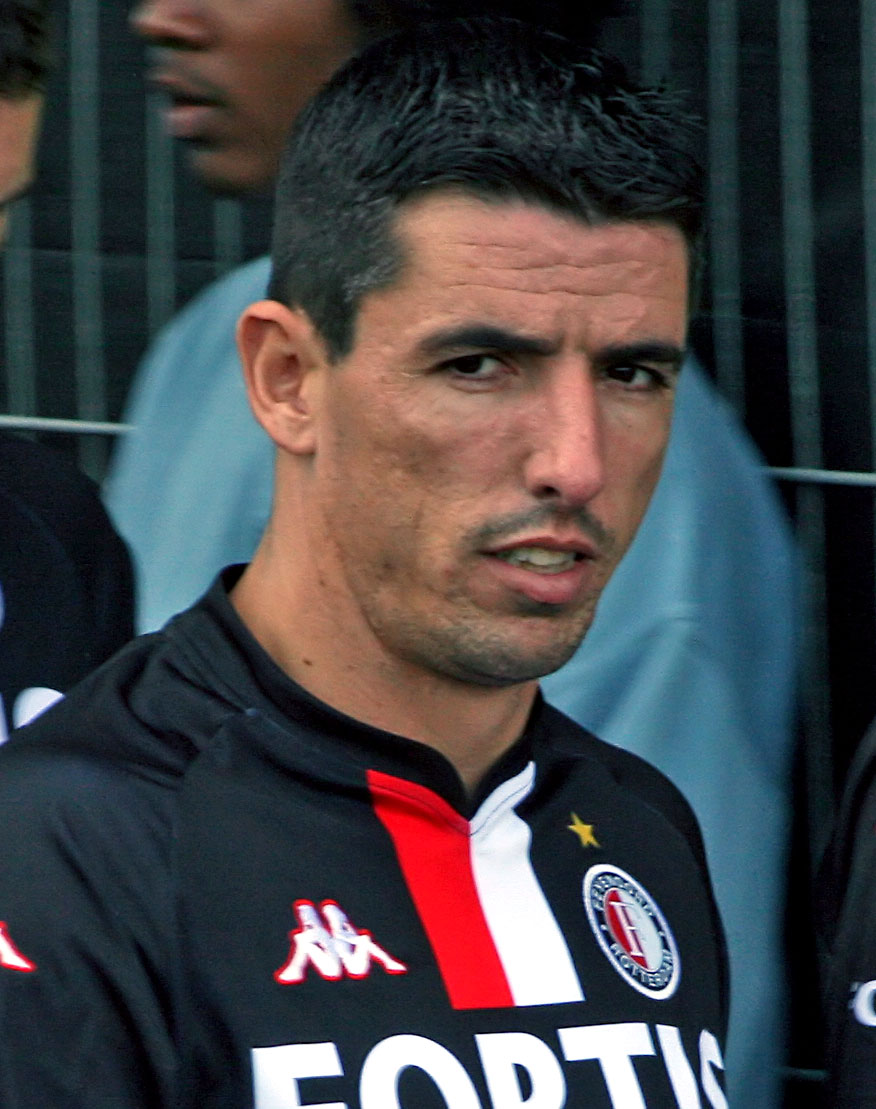
Roy Makaay ganador de la bota de oro 2002-03.

La Bota de Oro 2002-03 fue un premio entregado por la European Sports Magazines al futbolista que logró la mejor puntuación luego de promediar los goles obtenidos en la temporada europea.
El ganador de este premio fue el jugador neerlandés Roy Makaay por haber conseguido 29 goles en La Liga. Makaay ganó el premio cuando jugaba con el Real Club Deportivo de La Coruña.

## Resultados
| Posición | Futbolista          | Club                   | Campeonato     | Goles | Puntaje |
| -------- | ------------------- | ---------------------- | -------------- | ----- | ------- |
| 1        | Roy Makaay          | Deportivo de La Coruña | La Liga        | 29    | 58      |
| 2        | Mateja Kežman       | PSV Eindhoven          | Eredivisie     | 35    | 52.5    |
| 3        | Shabani Nonda       | AS Monaco              | Ligue 1        | 26    | 52      |
| 4        | Ruud van Nistelrooy | Manchester United FC   | Premier League | 25    | 50      |
| 5        | Christian Vieri     | Inter de Milan         | Serie A        | 24    | 48      |
| 5        | Thierry Henry       | Arsenal FC             | Premier League | 24    | 48      |